# Pandemia di COVID-19 a Bonaire
La pandemia di COVID-19 ha raggiunto ufficialmente l'isola dei Caraibi olandesi il 16 aprile 2020. Il 13 agosto 2020 tutti i casi attivi nell'isola erano guariti. Il 5 maggio 2023, l'Organizzazione mondiale della sanità dichiara ufficialmente la fine della pandemia.

## Antefatti
Il 12 gennaio 2020, l'Organizzazione mondiale della sanità (OMS) ha confermato che un nuovo coronavirus era la causa di una nuova infezione polmonare che aveva colpito diversi abitanti della città di Wuhan, nella provincia cinese dell'Hubei, il cui caso era stato portato all'attenzione dell'OMS il 31 dicembre 2019.
Sebbene nel tempo il tasso di mortalità della COVID-19 si sia rivelato decisamente più basso di quello dell'epidemia di SARS che aveva imperversato nel 2003, la trasmissione del virus SARS-CoV-2, alla base della COVID-19, è risultata essere molto più ampia di quella del precedente virus del 2003, e ha portato a un numero totale di morti molto più elevato.
L'isola di Bonaire è un'isola di appena 20 915 abitanti e, per via delle dimensioni ridotte, non è dotata delle strutture necessarie per effettuare controlli e prevenzione anti COVID-19. Per questo motivo i tamponi sono stati tutti eseguiti sull'isola di Curaçao.

## Cronologia
| Data                              | Data       |  | Numero di casi (incremento giornaliero in %) | Numero di morti (incremento giornaliero in %) |
| --------------------------------- | ---------- |  | -------------------------------------------- | --------------------------------------------- |
| 16-04-2020                        | 16-04-2020 |  | 1                                            |                                               |
| ⋮                                 | ⋮          |  | 1(=)                                         |                                               |
| 20-04-2020                        | 20-04-2020 |  | 2(+100%)                                     |                                               |
| ⋮                                 | ⋮          |  | 2(=)                                         |                                               |
| 28-04-2020                        | 28-04-2020 |  | 2(=)                                         |                                               |
| Dati provenienti da diverse fonti |            |  |                                              |                                               |

### Marzo 2020
Il 14 marzo Bonaire ha sospeso l'ingresso ai viaggiatori internazionali così come alle navi da crociera. Rimanevano concessi in viaggi in uscita e quelli locali tra le Isole ABC. Dal 16 marzo Curaçao ha cancellato tutti i viaggi tranne per i residenti locali, trasporto di merci e specialisti medico-sanitari.
Il 25 marzo otto medici specialisti dal Centro medico accademico di Amsterdam vennero inviati nell'ospedale dell'isola, così come due eliambulanze.

### Aprile 2020
Il 5 aprile vennero chiuse le scuole sull'isola di Bonaire. Nonostante ciò, venne lasciata la possibilità ad alcuni studenti di terminare i loro esami orali in gruppi di massimo dieci studenti.
Il 7 aprile vennero effettuati 26 tamponi, tutti risultati negativi. Il Ministero dell'interno e delle relazioni con il Regno olandese ha dichiarato che lei sei isole (Aruba, Bonaire, Curaçao, Saba, Sint Eustatius e Sint Maarten) stavano cooperando attivamente al fine di assicurare le cure sanitarie essenziali ai cittadini e che il governo olandese stava negoziando con la Colombia per avere delle cure specializzate.
Il 10 aprile il governo olandese fece recapitare ad Aruba, Bonaire e Curaçao respiratori, medicine ed equipaggiamenti protettivi, insieme anche a sei letti da terapia intensiva destinati all'ospedale di Bonaire. Attualmente l'ospedale San Francisco è dotato di quindici letti da terapia intensiva.

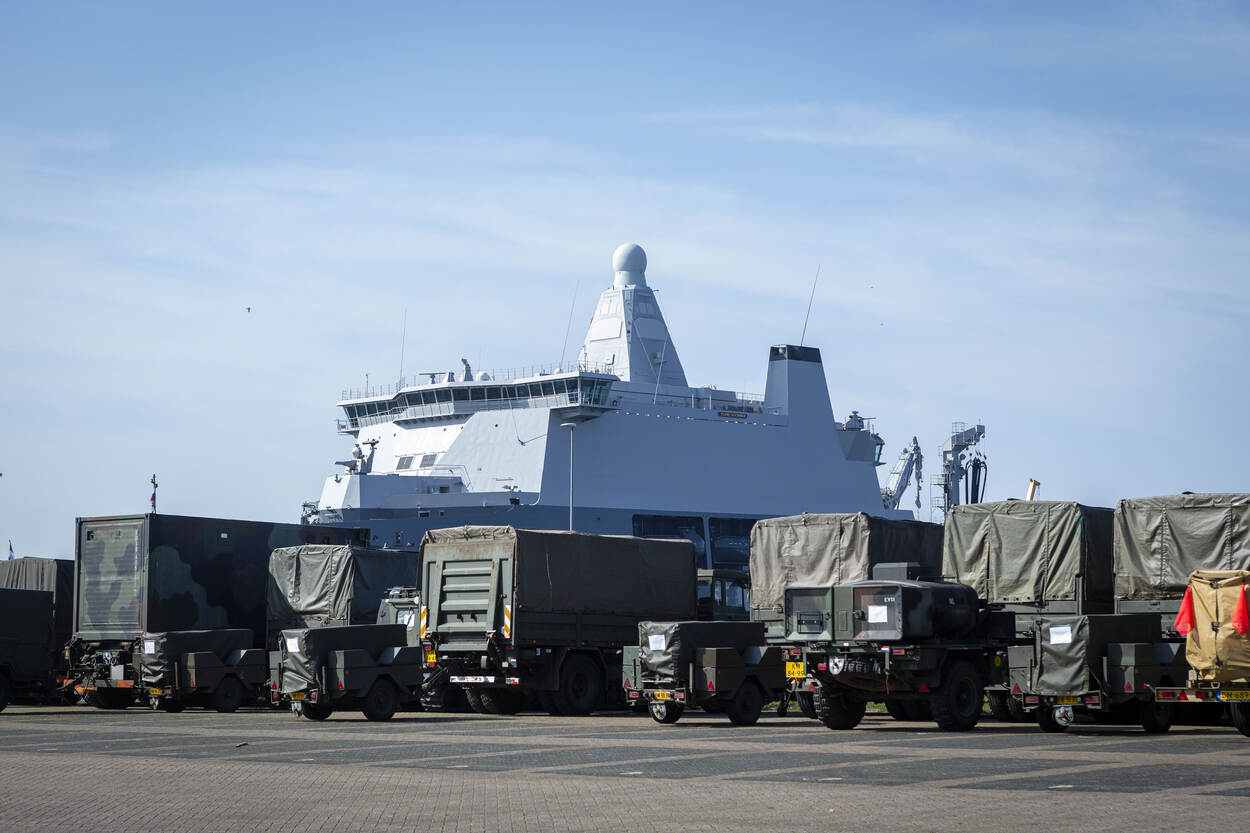
Karel Doorman (9 aprile 2020)

Il 13 aprile, la Zr. Ms. Karel Doorman venne spedita da Den Helder per dare sussidi con gli aiuti alimentari, controlli ai confine e di ordine pubblico. Venne istituito anche un punto di coordinamento a Martinique per coordinare i controlli ai confini con i Caraibi olandesi, Francia e Regno Unito.
Il 14 aprile venne rimpatriato a Bonaire il primo gruppo di 250 civili bloccati all'estero.
Il 16 aprile Edison Rijna, il Governatore dell'isola di Bonaire, ha annunciato il primo caso di COVID-19 sull'isola. Il paziente mostrava sintomi lievi e venne sottoposto a tampone diverse volte. Il paziente aveva visitato Aruba diverse settimane prima.
Il 17 aprile atterrarono nell'isola i primi due aerei con a bordo i cittadini rimpatriati. L'atterraggio venne visto da molti cittadini, così come dal governatore Rijna, non solo per il forte impegno governativo nei confronti dei cittadini ma, soprattutto, per il fatto che era la prima volta che un aereo di tali dimensioni, Boeing 777, atterrava all'aeroporto internazionale Flamingo dell'isola di Bonaire. Tutti i rimpatriati vennero messi in quarantena per 14 giorni.
Il 20 aprile venne annunciato un secondo caso. Il paziente era stato in contatto con il primo contagiato prima del suo ricovero.
Il 21 aprile il College Financieel Toezicht Bonaire (autorità di supervisione delle finanze) ha bloccato il tentativo dell'Openbaar lichaam (ente pubblico) di inserire 6,3 milioni di dollari nel budget.
Il 22 aprile, nell'isola di Sint Eustatius, venne costruito un ospedale da campo semi permanente, il quale sarà usato per curare i pazienti positivi alla COVID-19 delle isole di Bonaire, Sint Eustatius e Saba. L'ospedale era dotato di sei letti da terapia intensiva e la sua apertura era stimata per il 15 di maggio.
Il 25 aprile l'ufficio stampa è stato invitato per la presentazione dell'Unità di crisi istituita per la gestione dell'epidemia. L'unità di crisi è composta dal Governatore dell'isola, una delegazione di poliziotti, medici, pompieri e rappresentanti del servizio civile.

Al fine di alleviare le difficoltà economiche, le tariffe fisse per elettricità e acqua vennero portate a zero e il prezzo del servizio internet venne fissato a $25, con validità dal 1º maggio fino alla fine del 2020. Inoltre, l'isola ha anche ricevuto $200 000 per gli aiuti alimentari.
Il 28 aprile venne dichiarato "guarito" anche il secondo paziente, portando a zero il numero di casi attivi sull'isola.

### Maggio 2020
Il 1º maggio vennero rimpatriati 24 residenti da Curaçao e dalla Colombia, i quali furono soggetti a quarantena al loro arrivo. Durante tutto il mese di maggio il Governatore Rijna stava lavorando attivamente per far rimpatriare i cittadini bloccati negli Stati Uniti e in Olanda.
Il 4 maggio venne annunciato un deconfinamento, in vigore dal 6 maggio in poi.
L'8 maggio venne annunciato che i residenti bloccati sulle isole Curaçao, Saba e Sint Eustatius potevano far ritorno a casa, previo permesso del Governatore e con obbligo di quarantena di 14 giorni al loro ritorno.
Il 10 maggio il consolato statunitense ha organizzato un volo di rimpatrio per i cittadini bloccati sulle isole Aruba, Bonaire e Curaçao. L'aereo decollerà dall'Aeroporto Internazionale Regina Beatrice di Aruba e proseguirà verso l'aeroporto internazionale Hollywood di Fort Lauderdale. Il Governatore Edison Rijna ha annunciato che le misure restrittive saranno gradualmente allentate ma i confini rimarranno comunque chiusi per evitare ulteriori contagi. Rijna ha ribadito l'importanza di mantenere il distanziamento sociale e di non assembrarsi in grandi gruppi di persone.